# Deutsche Olympiaqualifikation 1960/Sommerspiele/Boxen
Dieser Artikel beschreibt die Ergebnisse der Ausscheidungswettkämpfe im Boxen zur Bildung der gesamtdeutschen Mannschaft bei den Olympischen Sommerspielen 1960 in Rom.
Die Ausscheidung im Boxen fand vom 1. bis zum 3. Juli im (West-)Berliner Sportpalast und auf der Freilichtbühne Schwerin statt. Sie begann am 1. Juli in West-Berlin mit dem Aufeinandertreffen der besten westdeutschen Boxer und dem B-Kader der DDR. Am 2. Juli trafen in Schwerin die erste Wahl der DDR-Boxer auf den westdeutschen B-Kader. Die jeweiligen Gewinner ermittelten dann am 3. Juli vormittags in Schwerin und am Abend in (West-)Berlin die Olympiastarter.

## Ergebnisse

### Fliegengewicht
| Ort und Datum     | Gewinner                             | Verlierer                               | Ausgang   |
| ----------------- | ------------------------------------ | --------------------------------------- | --------- |
| Halbfinale        |                                      |                                         |           |
| West-Berlin, 1.7. | Manfred Homberg (Boxring Düsseldorf) | Erwin Reinke (SC Motor Karl-Marx-Stadt) | Punktsieg |
| Schwerin, 2.7.    | Kurt Milleck (ASK Vorwärts Berlin)   | Waldemar Stephani (Berlin)              | Punktsieg |
| Finale            |                                      |                                         |           |
| West-Berlin, 3.7. | Manfred Homberg (Boxring Düsseldorf) | Kurt Milleck (ASK Vorwärts Berlin)      | Punktsieg |

### Bantamgewicht
| Ort und Datum     | Gewinner                           | Verlierer                                  | Ausgang         |
| ----------------- | ---------------------------------- | ------------------------------------------ | --------------- |
| Halbfinale        |                                    |                                            |                 |
| West-Berlin, 1.7. | Horst Rascher (SSV Ulm)            | Klaus-Dieter Ahrendt (SC Traktor Schwerin) | Punktsieg (2:1) |
| Schwerin, 2.7.    | Heinz Schulz (ASK Vorwärts Berlin) | Paul Budde (Märkischer Boxring Hamm)       | Punktsieg (3:0) |
| Finale            |                                    |                                            |                 |
| Schwerin, 3.7.    | Horst Rascher (SSV Ulm)            | Heinz Schulz (ASK Vorwärts Berlin)         | Punktsieg       |

### Federgewicht
| Ort und Datum     | Gewinner                                        | Verlierer                                  | Ausgang         |
| ----------------- | ----------------------------------------------- | ------------------------------------------ | --------------- |
| Halbfinale        |                                                 |                                            |                 |
| West-Berlin, 1.7. | Wolfgang Behrendt (SC Rotation Berlin)          | Dieter Woytena (SV SW Westende Hamborn)    | Punktsieg (2:1) |
| Schwerin, 2.7.    | Werner Kirsch (SC Aktivist Brieske-Senftenberg) | Norbert Wilhelmus (Polizei SV Saarbrücken) | Punktsieg (3:0) |
| Finale            |                                                 |                                            |                 |
| West-Berlin, 3.7. | Werner Kirsch (SC Aktivist Brieske-Senftenberg) | Wolfgang Behrendt (SC Rotation Berlin)     | Punktsieg       |

### Leichtgewicht
| Ort und Datum     | Gewinner                        | Verlierer                             | Ausgang   |
| ----------------- | ------------------------------- | ------------------------------------- | --------- |
| Halbfinale        |                                 |                                       |           |
| West-Berlin, 1.7. | Harry Lempio (SC Dynamo Berlin) | Wolfgang Schmitt (BC Mainz)           | Punktsieg |
| Schwerin, 2.7.    | Helmut Zettier (Waltrop)        | Wolfgang Labahn (SC Traktor Schwerin) | Punktsieg |
| Finale            |                                 |                                       |           |
| Schwerin, 3.7.    | Harry Lempio (SC Dynamo Berlin) | Helmut Zettier (Waltrop)              | Punktsieg |

### Halbweltergewicht
| Ort und Datum     | Gewinner                            | Verlierer                           | Ausgang         |
| ----------------- | ----------------------------------- | ----------------------------------- | --------------- |
| Halbfinale        |                                     |                                     |                 |
| West-Berlin, 1.7. | Werner Busse (SC Rotation Berlin)   | Gerhard Dieter (Spandauer BC 1926)  | Punktsieg       |
| Schwerin, 2.7.    | Wilfried Rühl (SC Traktor Schwerin) | Horst Herper (FK Düsseldorf)        | Punktsieg (2:1) |
| Finale            |                                     |                                     |                 |
| West-Berlin, 3.7. | Werner Busse (SC Rotation Berlin)   | Wilfried Rühl (SC Traktor Schwerin) | Punktsieg       |

### Weltergewicht
| Ort und Datum     | Gewinner                          | Verlierer                                   | Ausgang         |
| ----------------- | --------------------------------- | ------------------------------------------- | --------------- |
| Halbfinale        |                                   |                                             |                 |
| West-Berlin, 1.7. | Axel Lehmann (SC Rotation Berlin) | Hans-Heinrich Dieter (Spandauer BC 1926)    | Punktsieg       |
| Schwerin, 2.7.    | Bruno Guse (SC Traktor Schwerin)  | Horst Johannpeter (Märkischer Boxring Hamm) | Punktsieg (3:0) |
| Finale            |                                   |                                             |                 |
| Schwerin, 3.7.    | Bruno Guse (SC Traktor Schwerin)  | Axel Lehmann (SC Rotation Berlin)           | Punktsieg       |

### Halbmittelgewicht
| Ort und Datum     | Gewinner                                  | Verlierer                                 | Ausgang         |
| ----------------- | ----------------------------------------- | ----------------------------------------- | --------------- |
| Halbfinale        |                                           |                                           |                 |
| West-Berlin, 1.7. | Erich Posorski (SC Motor Karl-Marx-Stadt) | Erich Schichta (Aalen)                    | Punktsieg (2:1) |
| Schwerin, 2.7.    | Rolf Caroli (SC Chemie Halle)             | Willi Niederau (Köln)                     | Punktsieg       |
| Finale            |                                           |                                           |                 |
| West-Berlin, 3.7. | Rolf Caroli (SC Chemie Halle)             | Erich Posorski (SC Motor Karl-Marx-Stadt) | Punktsieg       |

### Mittelgewicht
| Ort und Datum     | Gewinner                          | Verlierer                         | Ausgang          |
| ----------------- | --------------------------------- | --------------------------------- | ---------------- |
| Halbfinale        |                                   |                                   |                  |
| West-Berlin, 1.7. | Eberhard Radzik (Stuttgart)       | Günter Heinrich (SC Stahl Riesa)  | Punktsieg        |
| Schwerin, 2.7.    | Heinz Nagel (SC Traktor Schwerin) | Otto Sechting (BSF Hamborn 07)    | Abbruch 2. Runde |
| Finale            |                                   |                                   |                  |
| Schwerin, 3.7.    | Eberhard Radzik (Stuttgart)       | Heinz Nagel (SC Traktor Schwerin) | Punktsieg        |

### Halbschwergewicht
| Ort und Datum     | Gewinner                             | Verlierer                         | Ausgang   |
| ----------------- | ------------------------------------ | --------------------------------- | --------- |
| Halbfinale        |                                      |                                   |           |
| West-Berlin, 1.7. | Emil Willer (SV Bayer 04 Leverkusen) | Marr (SC Turbine Erfurt)          | Punktsieg |
| Schwerin, 2.7.    | Paul Nickel (SC Traktor Schwerin)    | Kurt Ströer (BC Rüsselsheim)      | Punktsieg |
| Finale            |                                      |                                   |           |
| West-Berlin, 3.7. | Emil Willer (SV Bayer 04 Leverkusen) | Paul Nickel (SC Traktor Schwerin) | kampflos  |

### Schwergewicht
| Ort und Datum     | Gewinner                              | Verlierer                                      | Ausgang   |
| ----------------- | ------------------------------------- | ---------------------------------------------- | --------- |
| Halbfinale        |                                       |                                                |           |
| West-Berlin, 1.7. | Manfred Markgraf (BC Heros Berlin)    | Heinz Pingel (HSG Humboldt-Universität Berlin) | Punktsieg |
| Schwerin, 2.7.    | Günter Siegmund (ASK Vorwärts Berlin) | Herbert Bruchhäuser (BSF Hamborn 07)           | Punktsieg |
| Finale            |                                       |                                                |           |
| Schwerin, 3.7.    | Günter Siegmund (ASK Vorwärts Berlin) | Manfred Markgraf (BC Heros Berlin)             | Punktsieg |

## Quelle
- Ausgaben des Neuen Deutschlands vom 2. bis 4. Juli 1960